# 莱图斯
莱图斯，是西班牙阿拉贡自治区萨拉戈萨省的一个市镇。 总面积30平方公里，总人口463人（2001年），人口密度15人/平方公里。